# رفائيل لياو
رفائيل لياو (بالبرتغالية: Rafael Leão؛ مواليد 10 يونيو 1999) هو لاعب كرة قدم برتغالي يلعب في مركز الهجوم مع نادي إيه سي ميلان الإيطالي و‌منتخب البرتغال.

## روابط خارجية
- رفائيل لياو على موقع الاتحاد الأوربي (الإنجليزية)
- رفائيل لياو على موقع إي إس بي إن إف سي (الإنجليزية)
- رفائيل لياو على موقع قاعدة بيانات كرة القدم.إي يو (الإنجليزية)
- رفائيل لياو على موقع ليكيب (الفرنسية)
- رفائيل لياو على موقع ناشيونال فوتبول تيمز (الإنجليزية)
- رفائيل لياو على موقع Soccerbase.com (لاعب) (الإنجليزية)
- رفائيل لياو على موقع Soccerway.com (الإنجليزية)
- رفائيل لياو على موقع عالم كرة القدم.نت (الإنجليزية)
- رفائيل لياو على موقع كووورة
- رفائيل لياو على موقع AS.com (الإسبانية)